# Tot samyj Mjunkhgauzen
Tot samyj Mjunkhgauzen (russisk: Тот самый Мюнхгаузен, da.: Den samme Münchhausen) er en sovjetisk spillefilm fra 1979 instrueret af Mark Zakharov.

## Medvirkende
- Oleg Jankovskij som Baron von Münchhausen
- Inna Tjurikova som Jacobine von Münchhausen
- Jelena Koreneva som Martha
- Igor Kvasja
- Aleksandr Abdulov som Heinrich Ramkopf